# Exit (album)
Exit – szósty album szwedzkiego piosenkarza Darina, wydany w Szwecji 30 stycznia 2013 roku. Pierwszym singlem promującym płytę został utwór „Nobody Knows”, wydany 10 lutego 2012 roku. Tego samego dnia utwór trafił na szczyt notowania iTunes. 28 listopada 2012 singel uzyskał status platyny.

## Spis utworów
| #   | Tytuł                               | Autor tekstu                                         | Producent                    | Czas trwania |
| --- | ----------------------------------- | ---------------------------------------------------- | ---------------------------- | ------------ |
| 1.  | "Playing With Fire"                 | Darin Zanyar, J Nick, Jim Beanz                      | Jim Beanz                    | 3:25         |
| 2.  | "Before I Pass Out" (feat. Lil Jon) | Darin Zanyar, J Nick, Jim Beanz, Lil Jon             | Jim Beanz                    | 3:34         |
| 3.  | "Surrender"                         | Darin Zanyar, Baptiste, Sacha Skarbek, Cosi          | Sacha Skarbek, Lorenzo Cosi  | 3:23         |
| 4.  | "What It’s Like                     | Darin Zanyar, Jim Beanz                              | Jim Beanz, Justin Hind       | 4:29         |
| 5.  | "F Your Love"                       | Darin Zanyar, J Nick, Jim Beanz                      | Jim Beanz                    | 3:59         |
| 6.  | "Check You Out"                     | Darin Zanyar, David Gamson, Angel                    | David Gamson                 | 3:21         |
| 7.  | "Give Me Tonight"                   | Darin Zanyar, Lars Halvor Jensen, McEwan             | DEEKAY, Data                 | 3:33         |
| 8.  | "Same Old Song"                     | Darin Zanyar, Jim Beanz                              | Jim Beanz                    | 4:11         |
| 9.  | "That Love"                         | Darin Zanyar, Battey, Luke Madden, Victoria Horn     | Luke Madden, Niklas Bergwall | 3:17         |
| 10. | "Nobody Knows"                      | Darin Zanyar, Tony Nilsson, Niklas Rune, Bilal Hajji | Tony Nilsson                 | 3:36         |

| Limitowana edycja (dodatkowa CD) |
| --- |
| 1. „En Apa Som Liknar Dig” – Olle Ljungström, Heinz Liljedahl – Zanyar – 3:45 2. „I Can’t Get You Off My Mind” – Linda Carlsson, Sonny Gustavsson – Zanyar – 3:12 3. „Stockholm” – Pugh Rogefeldt – Zanyar – 2:43 4. „Seven Days A Week” – The Sounds – Zanyar – 3:37 5. „Astrologen” – Magnus Uggla – Zanyar – 3:11 6. „Magdalena (Livet Före Döden)” – Kristian Anttila – Zanyar – 3:32 |

## Notowania, certyfikaty i sprzedaż
Album zadebiutował na 1. miejscu Swedish Album Charts, zdobywając status złotej płyty rozchodząc się w ponad 20 000 egzemplarzy w pierwszym tygodniu sprzedaży.
| Lista                | Kraj    | Najwyższa pozycja | Certyfikat | Sprzedaż |
| -------------------- | ------- | ----------------- | ---------- | -------- |
| Swedish Albums Chart | Szwecja | 1                 | Złoto      | +20,000  |

## Historia wydania
| Kraj      | Data             | Wytwórnia              | Format               | Katalog      |
| --------- | ---------------- | ---------------------- | -------------------- | ------------ |
| Szwecja   | 30 stycznia 2013 | Universal Music Sweden | CD, Digital download | 060253728170 |
| Norwegia  | 30 stycznia 2013 | Universal Music Sweden | CD, Digital download | 060253728170 |
| Finlandia | 22 lutego 2013   | Warner Music Finland   | CD, Digital download |              |